# 킬러 (2015년 영화)
《킬러》(영어: Laugh Killer Laugh)은 2015년 개봉한 미국의 범죄 스릴러 영화이다.

## 줄거리
어렸을 적 자랐던 보육원 원장의 환청을 끊임없이 들으며 무미건조한 삶을 이어가던 프랭크는 어느 날, 소설창작반에 들어가 여태까지 했던 청부업을 소설로 적어낸다. 과장이 심하다고 생각하는 반 학생들과 달리 자신의 소설을 믿어주고 좋아해 주는 재키를 사랑하게 된 프랭크. 하지만 갱단의 치부를 담아낸 소설이 있다는 사실을 알게 된 갱단 두목 토니는 프랭크가 사랑하는 여인 재키를 없애라고 지시하고, 유일하게 사랑했던 재키를 잃은 프랭크의 외로운 복수가 시작되는데…

## 출연
- 윌리엄 포사이스 - 프랭크 스톤 역
- 비앙카 헌터 - 재키 역
- 톰 사이즈모어 - 고아원 원장 역
- 빅터 콜리키오 - 터프 토니 역
- 래리 로마노 - 비니 역
- 로버트 맥노턴 - 작문 교사 역
- 앤절로 본시그노어 - 샐버도어 역
- 지노 캐퍼렐리 - 마스 형사 역
- 마이클 칼슨 - 빅터 역

## 흥행
- 대한민국 누적 관객수: 2명

## 시청 등급
- 대한민국: 청소년 관람불가